# Рум'янцев Михайло Миколайович
Миха́йло Микола́йович Рум'я́нцев (рос. Михаил Николаевич Румянцев; *27 листопада (10 грудня) 1901, Петербург — 31 березня 1983, Москва), сценічний псевдонім Каранда́ш — видатний радянський клоун, Герой Соціалістичної Праці (1979), Народний артист РСФСР, Народний артист СРСР (1969).

## Біографія
Михайло Миколайович Рум'янцев народився 10 грудня 1901 року в Петербурзі.
У 1914 році вступив у художньо-ремісничу школу Товариства заохочення мистецтв, але навчався без зацікавлення.
1922 року переїхав до міста Стариці Тверської області, де влаштувався писати плакати для міського театру.
У 1925 році Михайло Рум'янцев, перебуваючи з театром на гастролях, залишився у місті Твері й продовжував працювати оформлювачем плакатів. У цьому ж році, М. М. Румянцев переїхав до Москви, де влаштувався художником-плакатистом у кінотеатр «Екран життя» — малював афіші для кінофільмів.
У 1926 році сталась знаменна подія у житті Михайла Рум'янцева — у Москві він побачив славетних американських акторів Мері Пікфорд і Дугласа Фербенкса, й твердо вирішив для себе теж стати артистом. З цією метою він поступив на курси сценічного поводження, після чого вступив до школи циркового мистецтва у клас акробатів-ексцентриків, який вів майбутній головний режисер Цирку на Цвєтному Бульварі Марк Местєчкін.
З 1928 року М. М. Рум'янцев почав з'являтися на публіці у клоунському образі Чарлі Чапліна.
1930 року закінчив школу циркового мистецтва.
У 1932 році вирішив відмовитися від образу Чапліна.
Починаючи з 1935 року Михайло Рум'янцев почав працювати в ленінградському цирку в новому образі під ім'ям Карандаш (первісно «Каран Д'Аш» — на честь французького графіка Каран д'Аша). Одночасно доопрацьовував свій сценічний образ, підбираючи манеру виступу, костюм.
З 1936 року переведений у московський цирк. Столична публіка із зацікавленням прийняла нового артиста. Приблизно в цей же час він вирішив додати у свій сценічний образ собаку — маленького шотландського тер'єра — так почалася кар'єра Карандаша як клоуна.
Виступи Карандаша вирізнялися динамічністю, сатирою, відзеркалювали наболілі теми в суспільстві. Наприклад, приїжджаючи на гастролі в інше місто, Карандаш спеціально заздалегідь дізнавався якесь популярне в місті місце і обов'язково вставляв його назву у свої номери. Цей незвичайний прийом виклика́в у публіки одночасно і подив, і щирий сміх.
У 1940—50-і роки Карандаш почав залучати у свої виступи помічників-учнів. Серед них були, зокрема, і Юрій Нікулін і Михайло Шуйдін. Популярність клоуна була такою великою, що одними лише своїми виступами він міг «врятувати» (у фінансовому плані) будь-який цирк — аншлаг на циркові вистави за його участю був гарантований. До своєї професії Карандаш ставився дуже сумлінно і ретельно. Вимагав бездоганної точності в роботі від своїх помічників, освітлювачів, костюмерів.
Загалом Карандаш пропрацював у цирку 55 років і востаннє вийшов на манеж за два тижні до своєї смерті в 1983 році. Похований на Кунцевському кладовищі в Москві (ділянка 10).

## Фільмографія
| Рік  |   | Українська назва                 | Оригінальна назва                | Роль                           |
| ---- | - | -------------------------------- | -------------------------------- | ------------------------------ |
| 1938 | ф | Веселі артисти                   | Весёлые артисты                  | епізод                         |
| 1938 | ф | Нова Москва                      | Новая Москва                     | камео                          |
| 1939 | ф | Висока нагорода                  | Высокая награда                  | клоун в цирку (немає в титрах) |
| 1939 | ф | Дівчина з характером             | Девушка с характером             | офіціант                       |
| 1941 | ф | Старий двір                      | Старый двор                      | управдом Синичкин              |
| 1944 | ф | Іван Нікулін — російський матрос | Иван Никулин — российский матрос | італієць                       |
| 1948 | ф | Карандаш на льоду                | Карандаш на льду                 | клоун Карандаш, камео          |
| 1969 | ф | Дві посмішки                     | Две улыбки                       | головна роль                   |
| 1969 | ф | Парад-Алле                       | Парад-Алле                       | клоунада «Венера», камео       |

## Нагороди
Михайло Миколайович Рум'янцев (Карандаш) нагороджений орденом Леніна (20 грудня 1979 року), двома орденами Трудового Червоного Прапора (19 листопада 1939 і 26 листопада 1971 року), медалями.

## Пам'ять

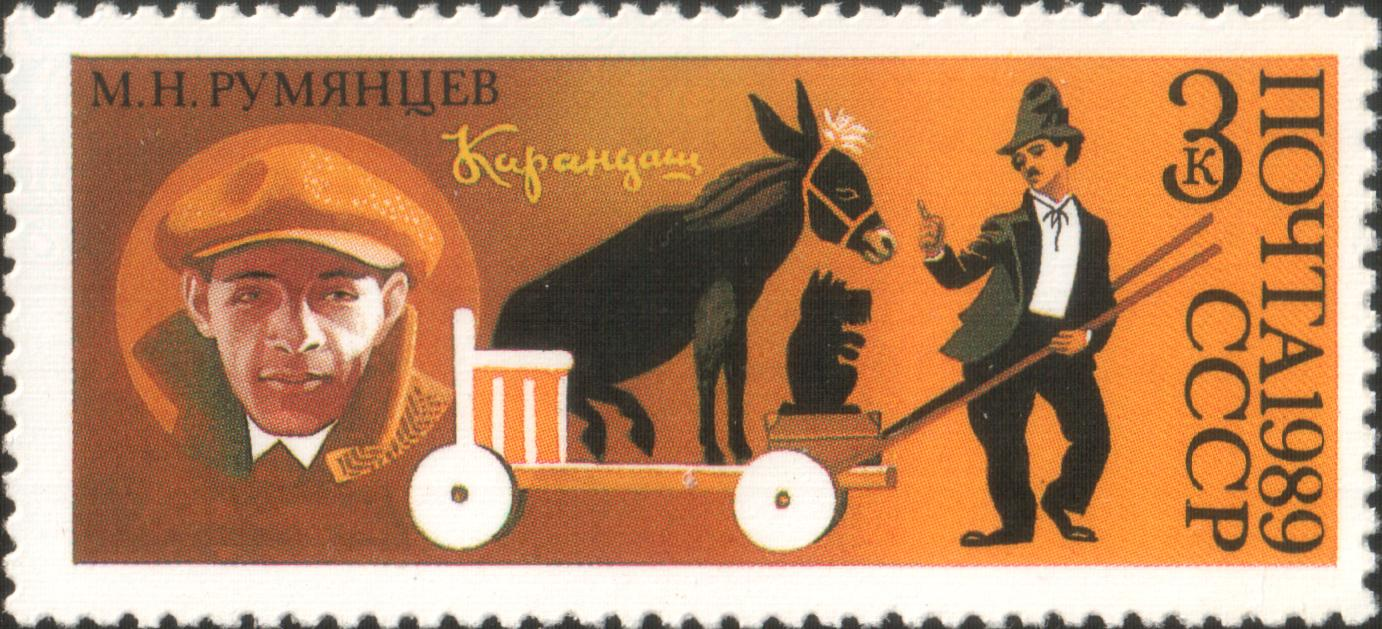
Образ Карандаша на поштовій марці СРСР (1989)

У Москві на вулиці Єфремова, 12, біля будівлі Союзу циркових діячів Росії, де жив і працював Михайло Рум'янцев, встановлена скульптурна композиція з бронзи, яка називається «Карандаш і його собака Клякса»: клоуна в кумедному капелюсі зображено у натуральний зріст, а біля його ніг — чорний скотч-тер'єр. Автором цієї композиції є білоруський скульптор В'ячеслав Долгов. Аналогічний пам'ятник цього ж автора встановлений на його батьківщині — у Гомелі перед будівлею цирку. Є пам'ятник Карандашу і в Тюмені (Росія).
Образ Карандаша використовували в радянській мультиплікації: зокрема, у «Журналі політсатири № 2» (Союзмультфільм, 1941) і в мультфільмі «Карандаш и Клякса — весёлые охотники» (Союзмультфільм, 1954).